# Bisse
Bisse ist eine ungarische Gemeinde im Kreis Siklós im Komitat Baranya.

## Geografische Lage
Bisse liegt 19 Kilometer südlich des Komitatssitzes Pécs und 7 Kilometer nordwestlich der Kreisstadt Siklós. Nachbargemeinden sind Áta, Kistótfalu, Túrony und Máriagyűd, mittlerweile ein Stadtteil von Siklós.

## Geschichte
Bisse wurde 1290 erstmals urkundlich erwähnt. Im Jahr 1913 gab es in der damaligen Kleingemeinde 141 Häuser und 727 Einwohner auf einer Fläche von 3216  Katastraljochen. Sie gehörte zu dieser Zeit zum Bezirk Siklós im Komitat Baranya.

## Sehenswürdigkeiten
- Reformierte Kirche, erbaut 1805
- Römisch-katholischer Glockenturm
- Weltkriegsdenkmal

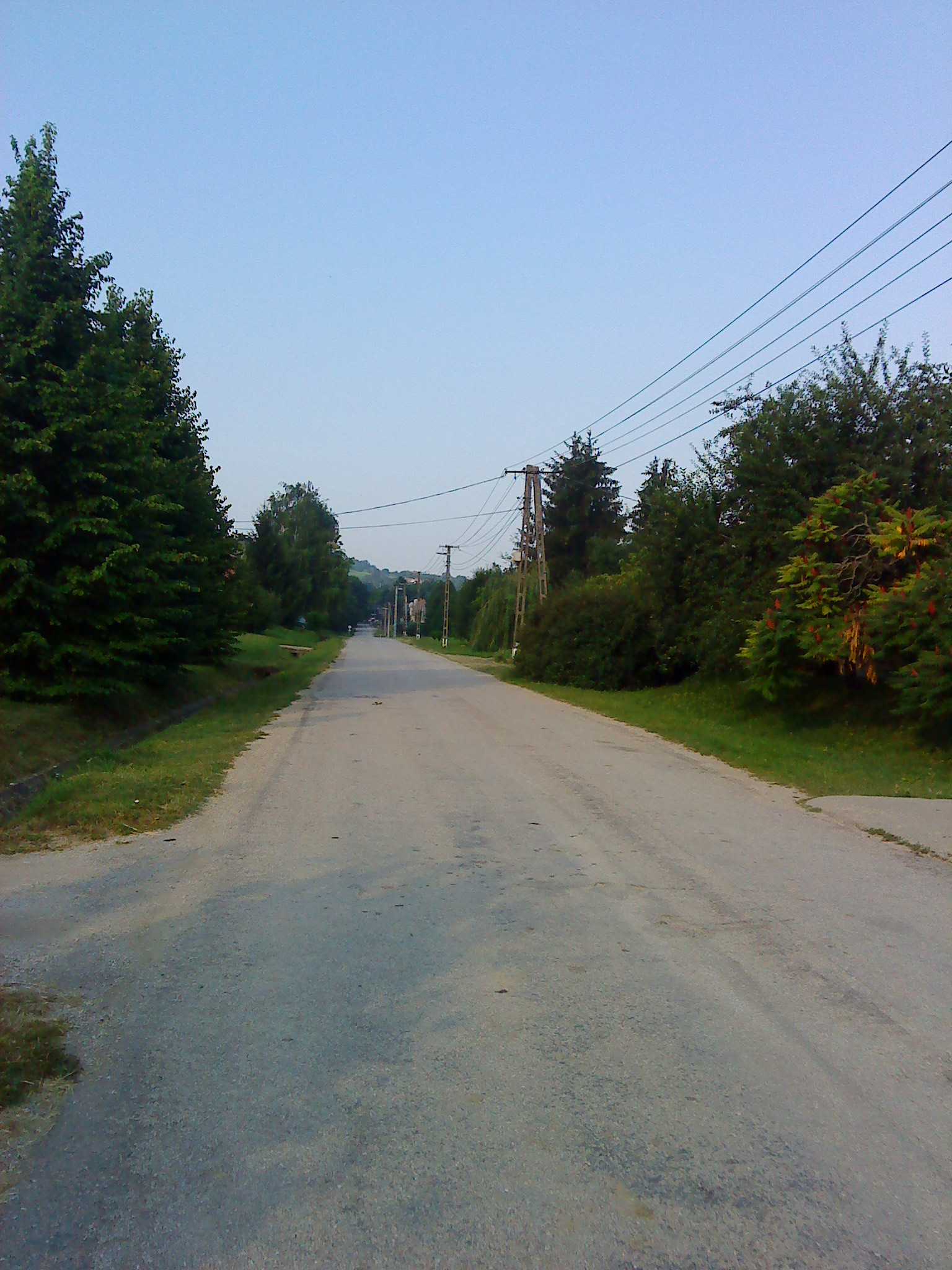
Ortseinfahrt (Petőfi Sándor utca)
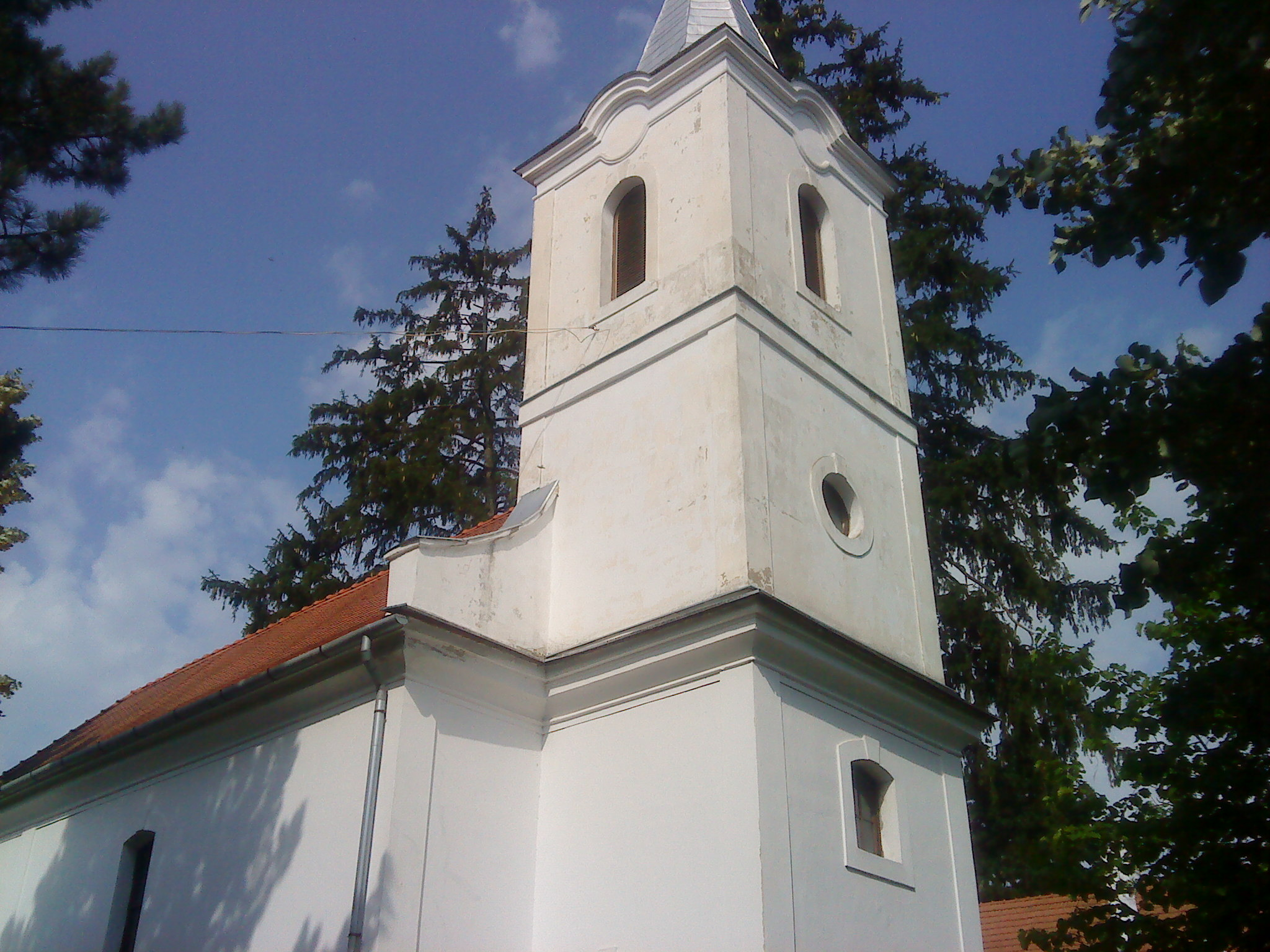
Reformierte Kirche
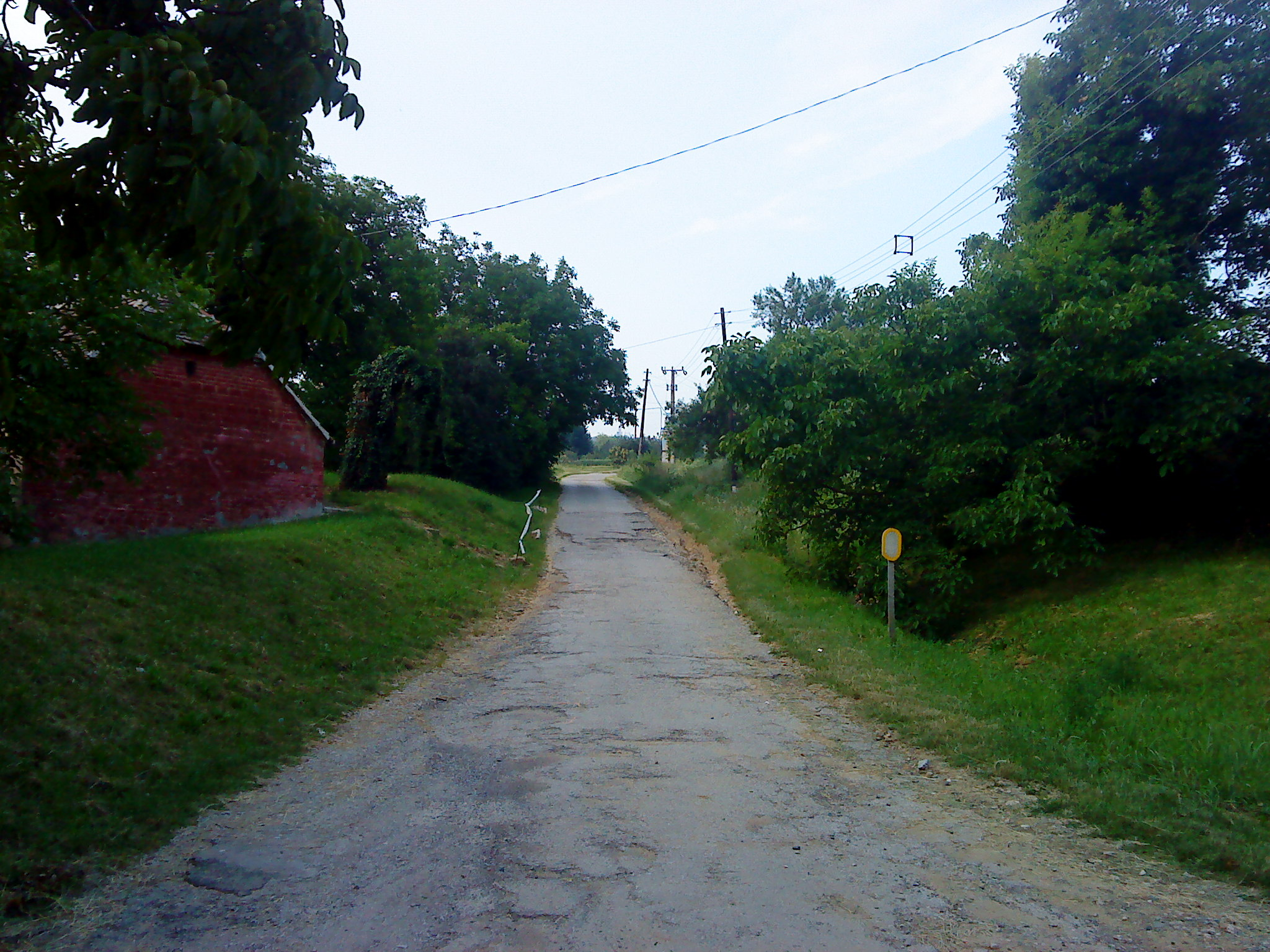
Straße am Weinberg (Richtung Tenkes)

## Söhne und Töchter der Gemeinde
- Ferenc Nagy (1903–1979), Politiker
- Kálmán Sértő (1910–1941), Schriftsteller und Dichter

## Verkehr
Bisse ist nur über die Nebenstraße Nr. 57111 zu erreichen. Es bestehen Busverbindungen nach Garé, Siklós sowie über Szalánta nach Pécs, wo sich der nächstgelegene Bahnhof befindet.